# Gaus
Gaus, znak G (ili Gs), zastarjela mjerna jedinica magnetske indukcije u CGSm-sustavu. U SI-sustavu jednom gausu odgovara 10-4 tesla.
Mjerna jedinica dobila je ime po Carlu Friedrichu Gaussu, njemačkom matematičaru.
Zemljino magnetsko polje ima jačinu oko pola gausa.